# Gaius Vibius Quartus

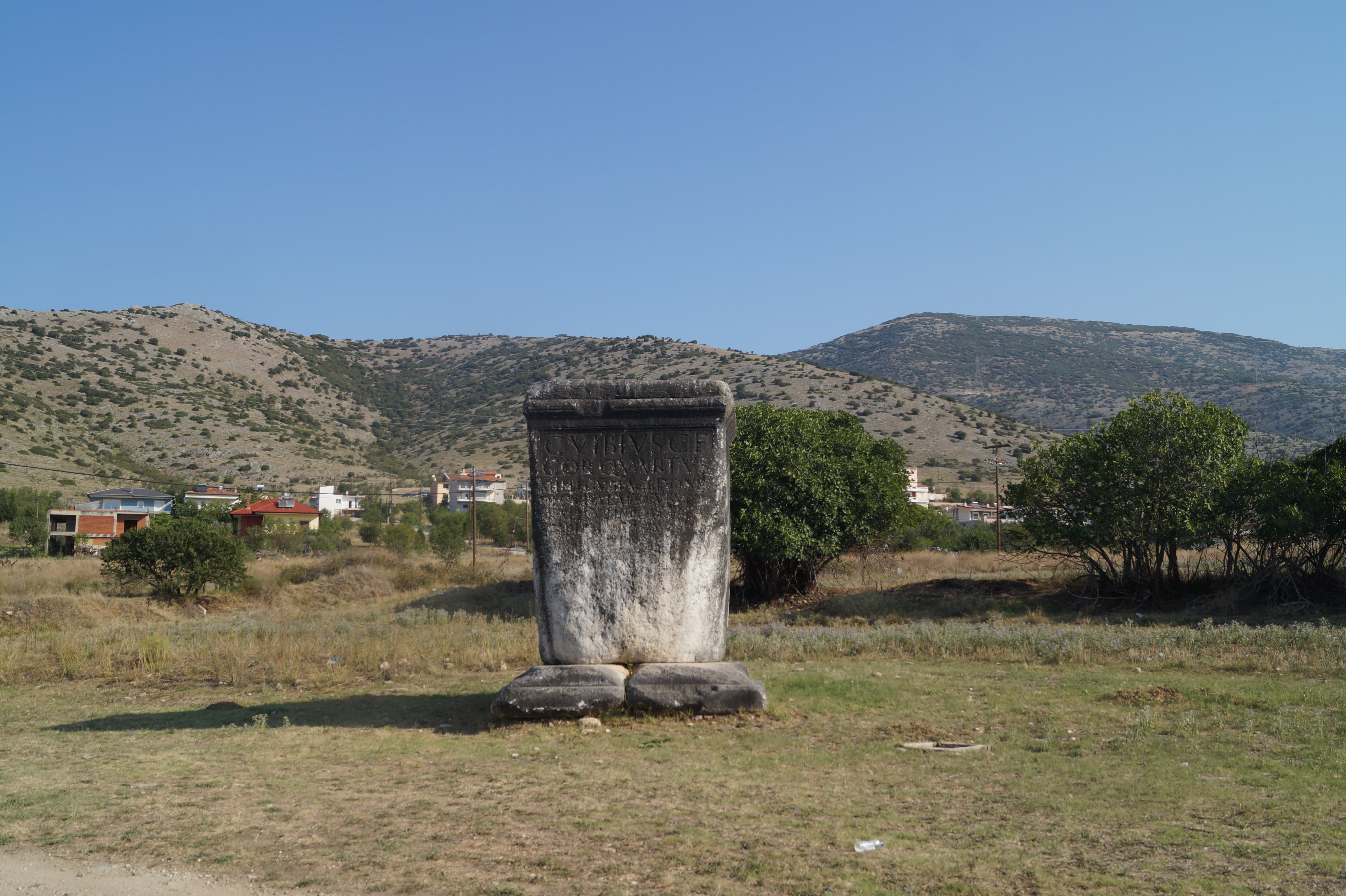
Der Steinsockel mit der Inschrift bei Dikili Tash.

Gaius Vibius Quartus (vollständige Namensform Gaius Vibius Gai filius Cornelia Quartus) war ein im 1. Jahrhundert n. Chr. lebender Angehöriger der römischen Armee, der in den römischen Ritterstand (Eques) aufstieg. Durch zwei unvollständig erhaltene Inschriften kann seine militärische Laufbahn erschlossen werden.
Quartus trat als einfacher Soldat in die Legio V Macedonica ein. Er wurde befördert und diente als Decurio in der Ala Scubulorum. Im Anschluss übernahm er die zivile Funktion eines strategos in einem Verwaltungsbezirk (strategia) in Thrakien.
Danach stieg er in den Ritterstand auf und übernahm die für einen Angehörigen dieses Standes üblichen militärischen Positionen (siehe Tres militiae). Zunächst wurde er Kommandeur (Praefectus) einer Cohors (III) Cyrenaica. Im Anschluss diente er als Tribunus in der Legio II Augusta. Danach übernahm er als Praefectus die Leitung einer Ala Gallorum. Zuletzt wurde er Kommandeur der in Alexandria stationierten römischen Flotte (classis Augusta Alexandrina).
Quartus war in der Tribus Cornelia eingeschrieben und stammte aus Thessaloniki.

## Steinsockel

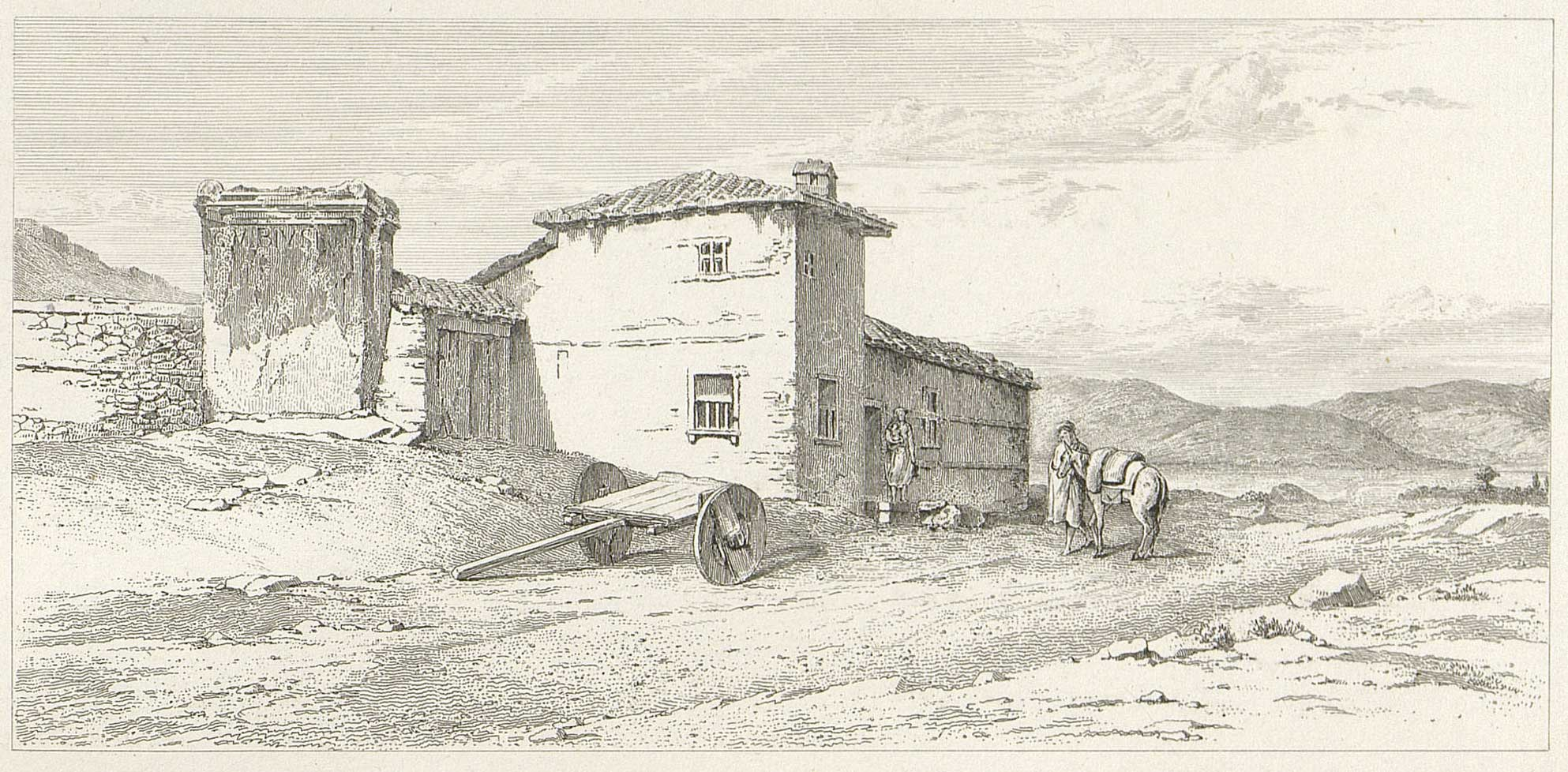
Der Steinsockel als Teil eines Gasthauses; Zeichnung aus Mission archéologique de Macédoine von Heuzey und Daumet.

Die Inschrift aus Philippi besteht aus zwei ähnlichen Texten, die auf zwei Seiten eines Sockels aus Marmor angebracht sind. Der Sockel hat eine Höhe von 3,82 m, eine Breite von 2,68 m und eine Tiefe von 2,64 m; die Größe der Buchstaben liegt zwischen 15 und 25 cm. Er wurde nahe der Via Egnatia aufgestellt und befindet sich heute freistehend bei Dikili Tash, etwa zwei Kilometer vom antiken Philippi entfernt. Als Léon Heuzey und Honoré Daumet 1862 Ausgrabungen in Makedonien durchführten und dabei auch den Steinsockel besichtigten, war dieser noch Teil der Umfassungsmauer eines Gasthauses.

## Cohors (III) Cyrenaica
Bei der Epigraphik-Datenbank Clauss-Slaby (EDCS) wird sein Kommando über die Kohorte in den beiden Inschriften mit praef(ectus) coh(ortis) III Cyreneic(ae) bzw. [pr]aef(ecto) coh(ortis) Cyreneicae angegeben. Julian Bennett, Florian Matei-Popescu und John Spaul ordnen Quartus der Cohors III Augusta Cyrenaica zu.

## Ala Gallorum
Der Name der Ala ist nur in der Inschrift aus Thessaloniki teilweise erhalten. Bei der EDCS wird sein Kommando über die Ala mit praef(ecto) alae Gal[lorum] angegeben, bei der Epigraphischen Datenbank Heidelberg (EDH) mit praef(ecto) alae Ga[llorum]. Es gab zahlreiche Auxiliareinheiten, deren Name mit Ala Gallorum beginnt.

## Datierung
Die beiden Inschriften werden bei der EDCS und bei der EDH auf 54/100 datiert. Florian Matei-Popescu geht davon aus, dass Quartus vor 49 Decurio in der Ala Scubulorum war; möglicherweise wurde er bereits unter Augustus in die Legio V Macedonica rekrutiert. Laut Julian Bennett wurde von Historikern argumentiert, dass die Laufbahn von Quartus (und insbesondere seine Beförderung in den Ritterstand) am ehesten in die Regierungszeit von Claudius (41–54) zu datieren ist, als die Rangfolge von militärischen Positionen noch nicht so formalisiert war wie unter seinen Nachfolgern. Athanassios D. Rizakis geht davon aus, dass Quartus die Tres militiae während der Regierungszeit von Claudius und Nero (54–68) absolvierte.